# Washington (Iowa)
Washington è una città degli Stati Uniti d'America, situata nello Stato dell'Iowa e in particolare nella Contea di Washington, della quale è il capoluogo.